# Tripteroides nissanensis
Tripteroides nissanensis är en tvåvingeart som beskrevs av Lee 1946. Tripteroides nissanensis ingår i släktet Tripteroides och familjen stickmyggor.
Artens utbredningsområde är Bismarckarkipelagen. Inga underarter finns listade i Catalogue of Life.